# Simon Rouby
Simon Rouby est un réalisateur français de films d'animation.

## Biographie
Simon Rouby est né en 1980. Il a pratiqué très jeune la peinture puis la sculpture. Il a étudié le dessin pendant deux années à l'Ecole Emile Cohl puis l'animation à l'École des Gobelins à Paris avant de partir étudier à Calarts à Los Angeles aux États-Unis. Ces études lui permettent de réaliser ses premiers courts métrages: Blindspot aux Gobelins en 2007 et Le Présage à Calarts la même année. En 2010, il réalise La Marche, autre court métrage, produit par Naïa Productions. La Marche est sélectionné dans plusieurs festivals d'animation en France et à l'étranger. En 2011, il se lance avec le scénariste Julien Lilti dans la conception d'un premier long métrage, Adama, qui sort en 2015. Simon Rouby s'intéresse aux techniques d'animation hybrides, en mêlant notamment la sculpture à la modélisation en images de synthèse.
En 2016-2017, il est pensionnaire de l' Académie de France à Rome - Villa Médicis.

## Filmographie
- 2007 : Blindspot (court métrage d'animation, Gobelins)
- 2007 : Le Présage (court métrage d'animation, Calarts)
- 2010 : La Marche (court métrage d'animation, Naïa Productions)
- 2015 : Adama (long métrage d'animation, Naïa Productions et Pipangaï Productions)